# Wissensturm

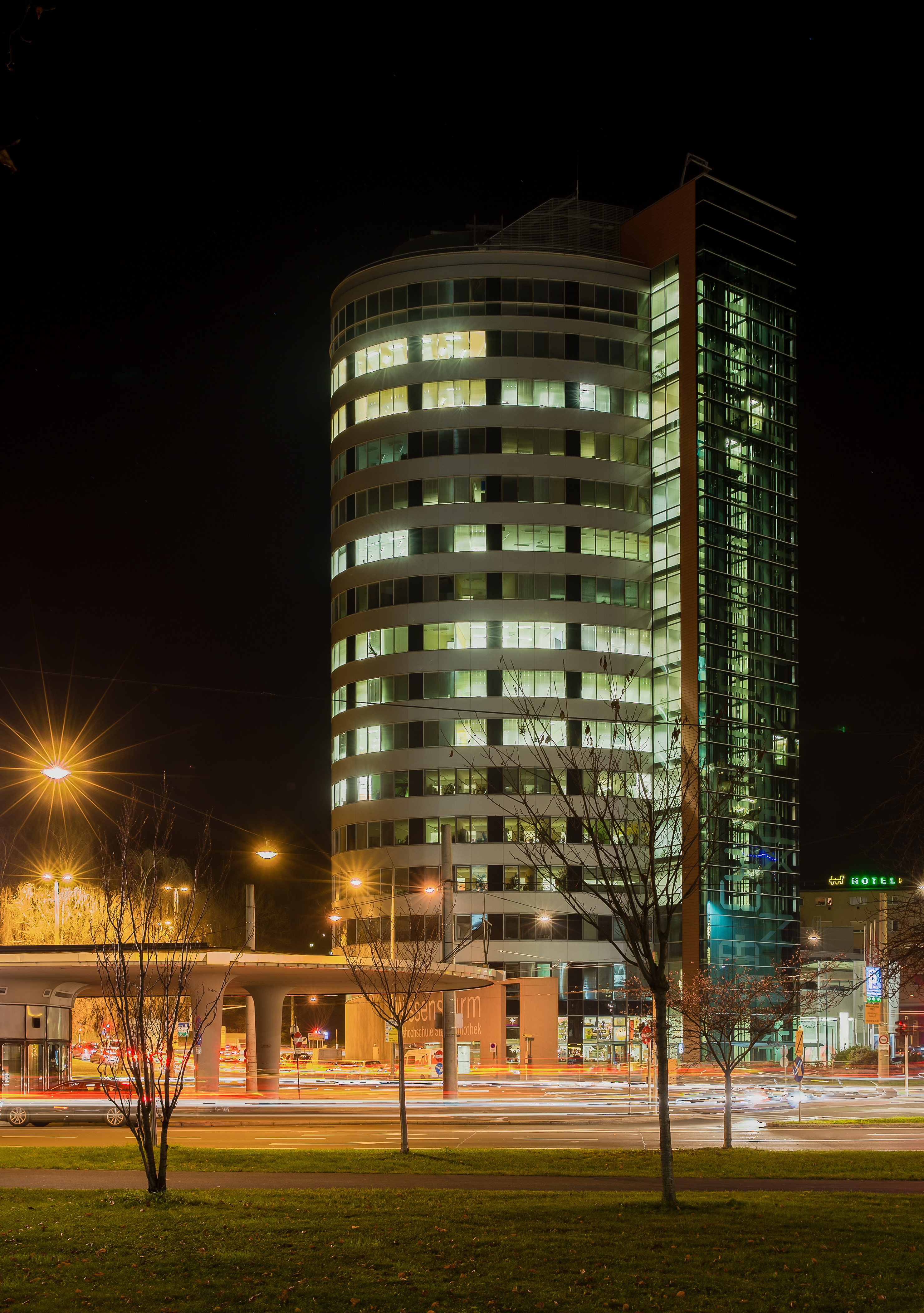
Der Linzer Wissensturm (2014)

Der Wissensturm ist ein elliptisches Hochhaus im Volksgartenviertel in Linz. Neben der Volkshochschule ist auch die Stadtbibliothek Linz im Turm beheimatet. Der Zusammenführung dieser beiden Institutionen verdankt er auch seinen Namen. Er wurde am 14. September 2007 eröffnet. 
Die Errichtung des Gebäudes wurde am 3. Juni 2004 vom Gemeinderat der Stadt Linz einstimmig beschlossen. Die beiden Hauptmieter bieten im neuen Gebäude den Hauptteil ihres Kurs- und Vortragsprogramms bzw. ihres Bücher- und Medienbestands an. Das Angebot ergänzen eine Medienwerkstatt, ein Selbstlernzentrum, eine Bürgerservicestelle, Kinderbetreuungsmöglichkeiten sowie ein Bistro.

## Architektur

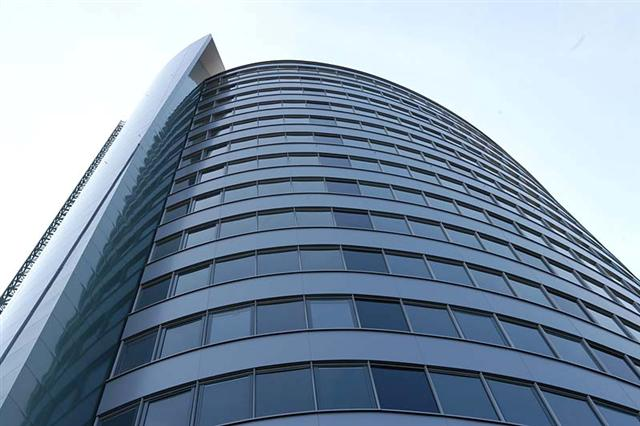
Die Glasfassade des Wissensturms.

Das architektonische Grundkonzept besteht aus einem 63 m hohen, elliptischen Turm mit 15 Obergeschoßen und einem 3-geschoßigen Sockelbauwerk und wurde von den Linzer Architekten Franz Kneidinger und Heinz Stögmüller geplant. Architekt Manfred Diessl entwickelte die Pläne zur Baureife weiter. Zur Finanzierung stellte die Stadt Linz rund 28 Millionen Euro zur Verfügung und setzte damit ein neben dem 2003 eröffneten Kunstmuseum Lentos und dem geplanten Zubau des Ars Electronica Center ein weiteres kultur- und bildungspolitisches Zeichen auf dem Weg zur Europäischen Kulturhauptstadt 2009.

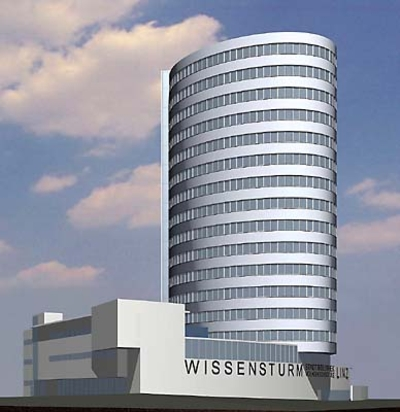
Modell (Fotomontage)
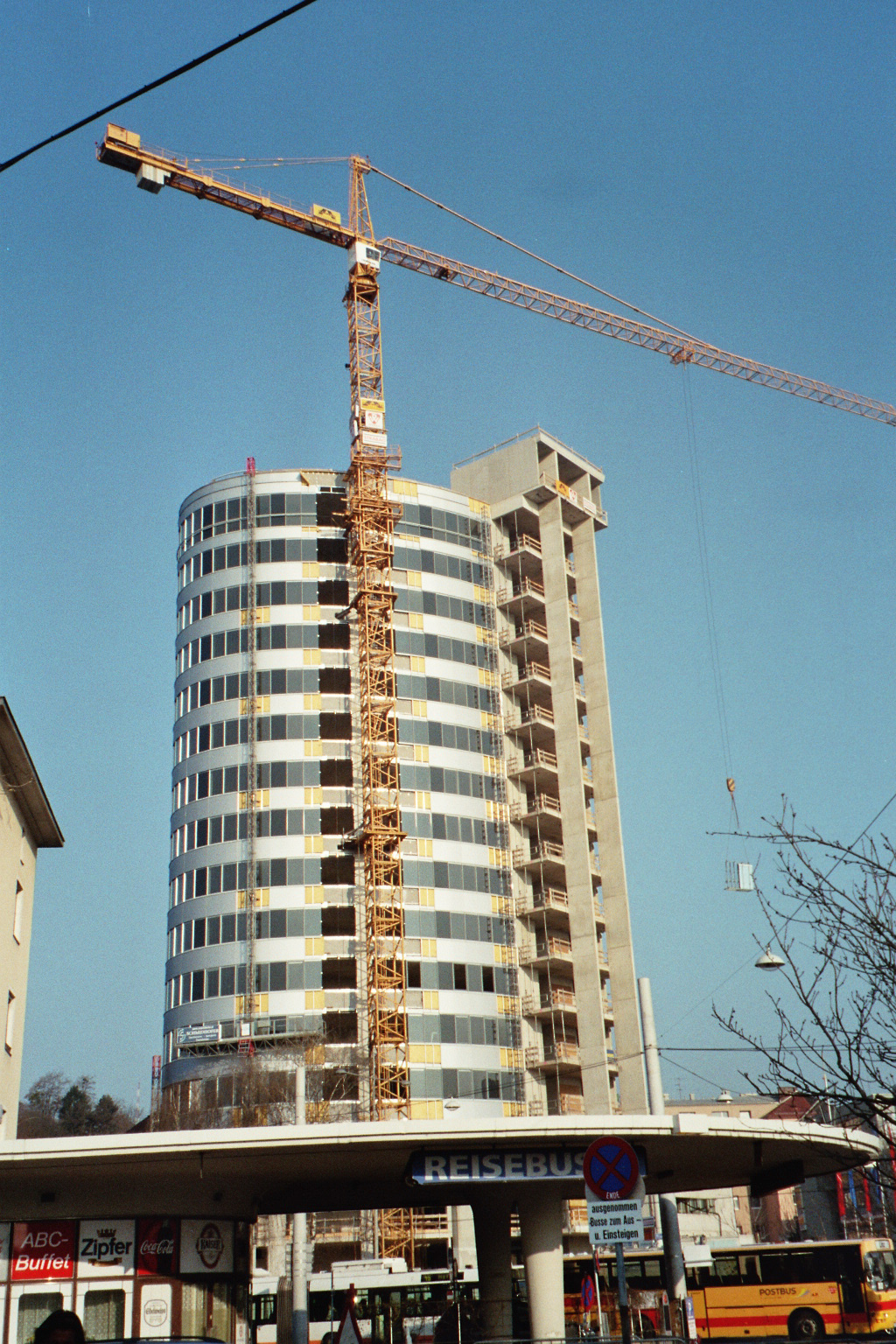
Baustelle, April 2006
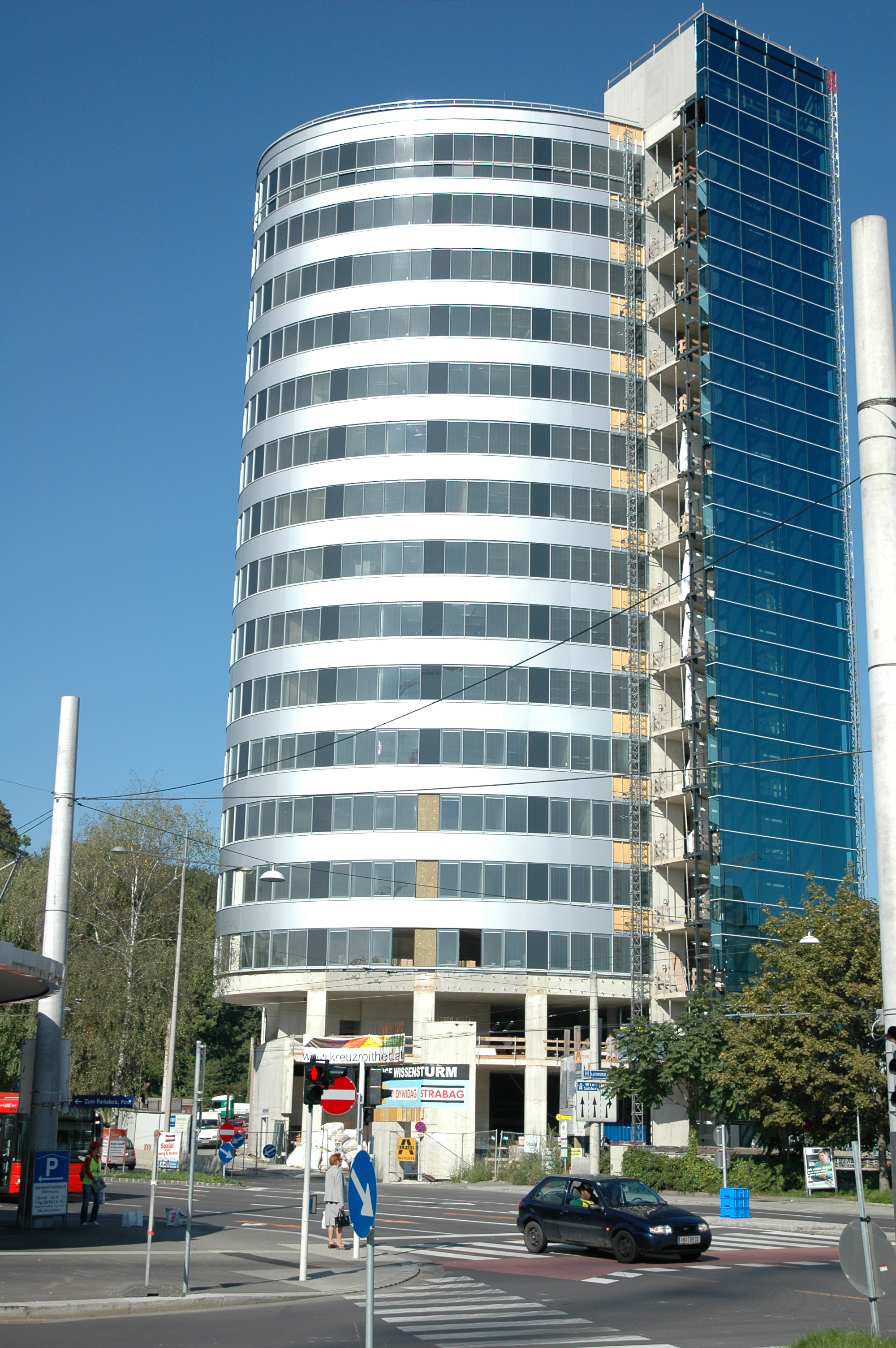
Straßenansicht 2006, rund ein Jahr vor der Eröffnung
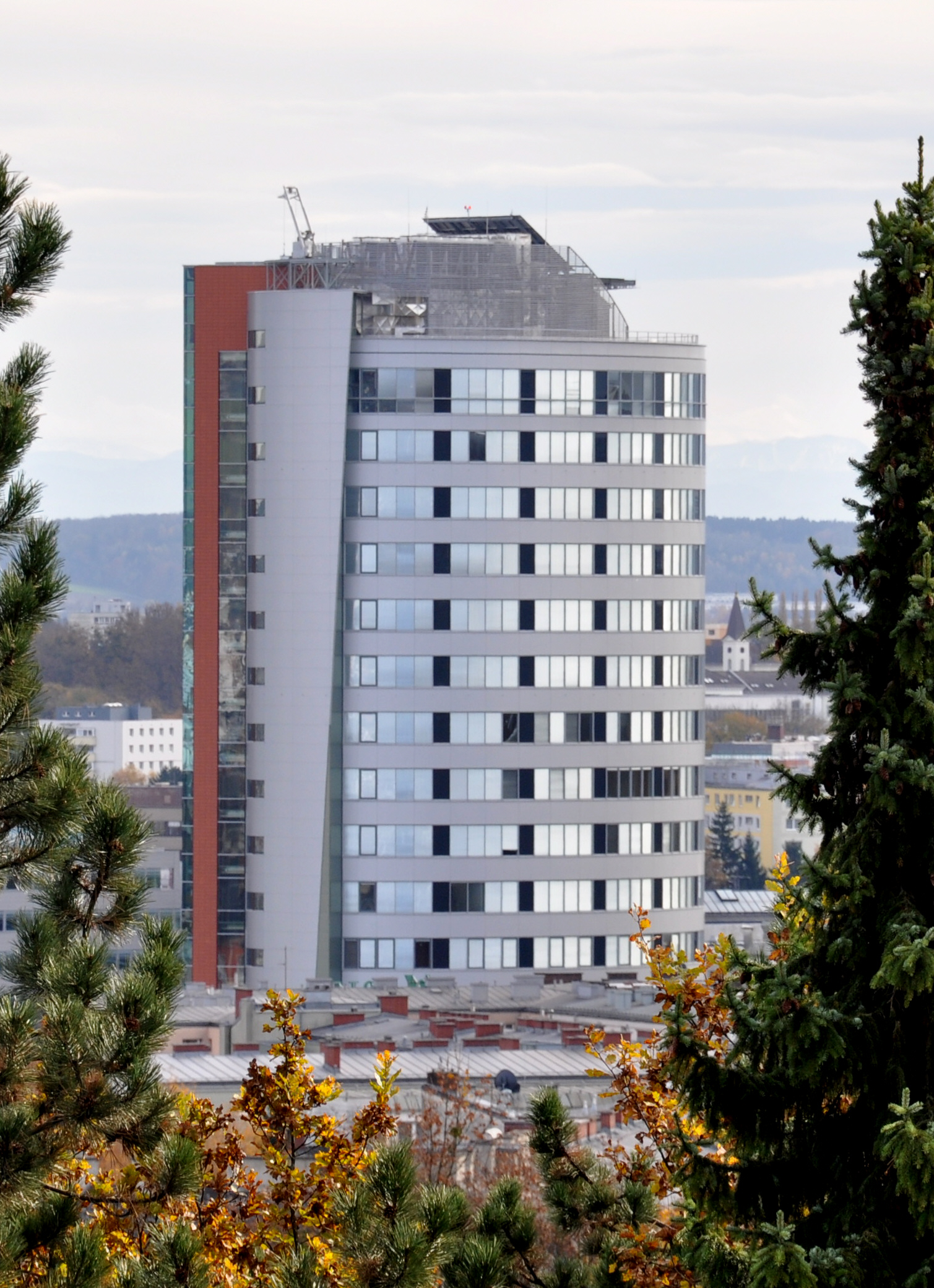
Ansicht vom Balzarekrondeau, 2010

### Barrierefreie Einrichtungen
Bei der Errichtung des Wissensturms wurde auf eine behindertengerechte Ausstattung großes Augenmerk gelegt. Spezielle Leitsysteme, die die Personen im Brandfall zu den Notausgängen führen, gehören zur Ausstattung des Hauses. Außerdem kommen technische Hilfsmittel, wie Induktionsschleifen für Hörgeräteträger zum Einsatz. Eine Besonderheit sind die barrierefreien Fluchtwege: Das Sicherheitsstiegenhaus, der Lastenlift und die Panoramaliftgruppe haben einen gemeinsamen ca. 40 m² großen Vorbereich, der im Brandfall druckbelüftet und vom Turmbauwerk durch automatisch schließende Brandschutztüren getrennt wird. Der im Vorbereich erzeugte Luftüberdruck verhindert das Eindringen von Rauchgasen aus dem Inneren des Gebäudes während der Öffnungsphasen der Brandschutztüren. Die geschlossenen Türen können jederzeit händisch oder per Knopfdruck geöffnet werden. Dadurch wird ermöglicht, dass die Lifte im Brandfall zur Verfügung stehen.

### Kunst am Bau

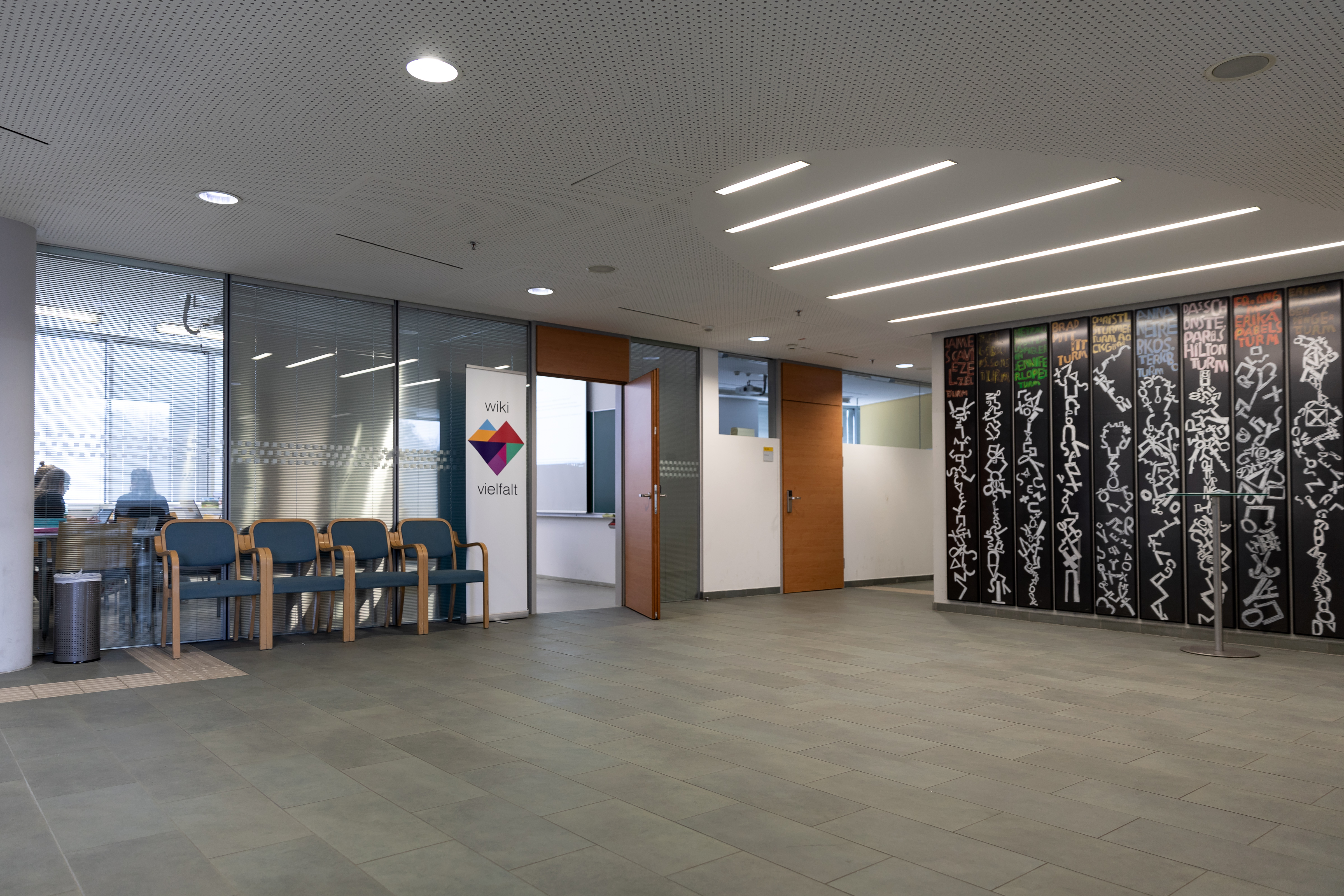
Im Inneren des Wissensturms.

Beim Wissensturm findet aktuelle Kunst ihren Platz. Im Rahmen von „Kunst am Bau“ wird eine spannende „Genese von Kunst und Architektur“ verwirklicht. Von den mehr als 70 eingereichten künstlerischen Beiträgen sind zwei Projekte ausgewählt worden: In der Dynamischen Liftfahrt (Robert Schuster) wird die Fassade des zirka 70 Meter hohen Liftturms durch die Buchstaben des Alphabets strukturiert. Code – a matter of form (Claudia Märzendorfer) ist als raumteilende Bücherwand für den Foyer-Bereich konzipiert. Die Aufstellung der Bücher bildet einen verschlüsselten Text.
Mit dem 2002 vom Gemeinderat beschlossenen Projekt „Bildung und Behinderung“ wurde außerdem die Einbeziehung von Menschen mit Behinderungen in die Gestaltung von „Kunst am Bau“ ermöglicht. Die Stadt Linz lud die KUNST FORMEN HARTHEIM ein, zusammen mit anderen Betreuungseinrichtungen elf Wände des Wissensturms künstlerisch zu gestalten.

## Volkshochschule Linz

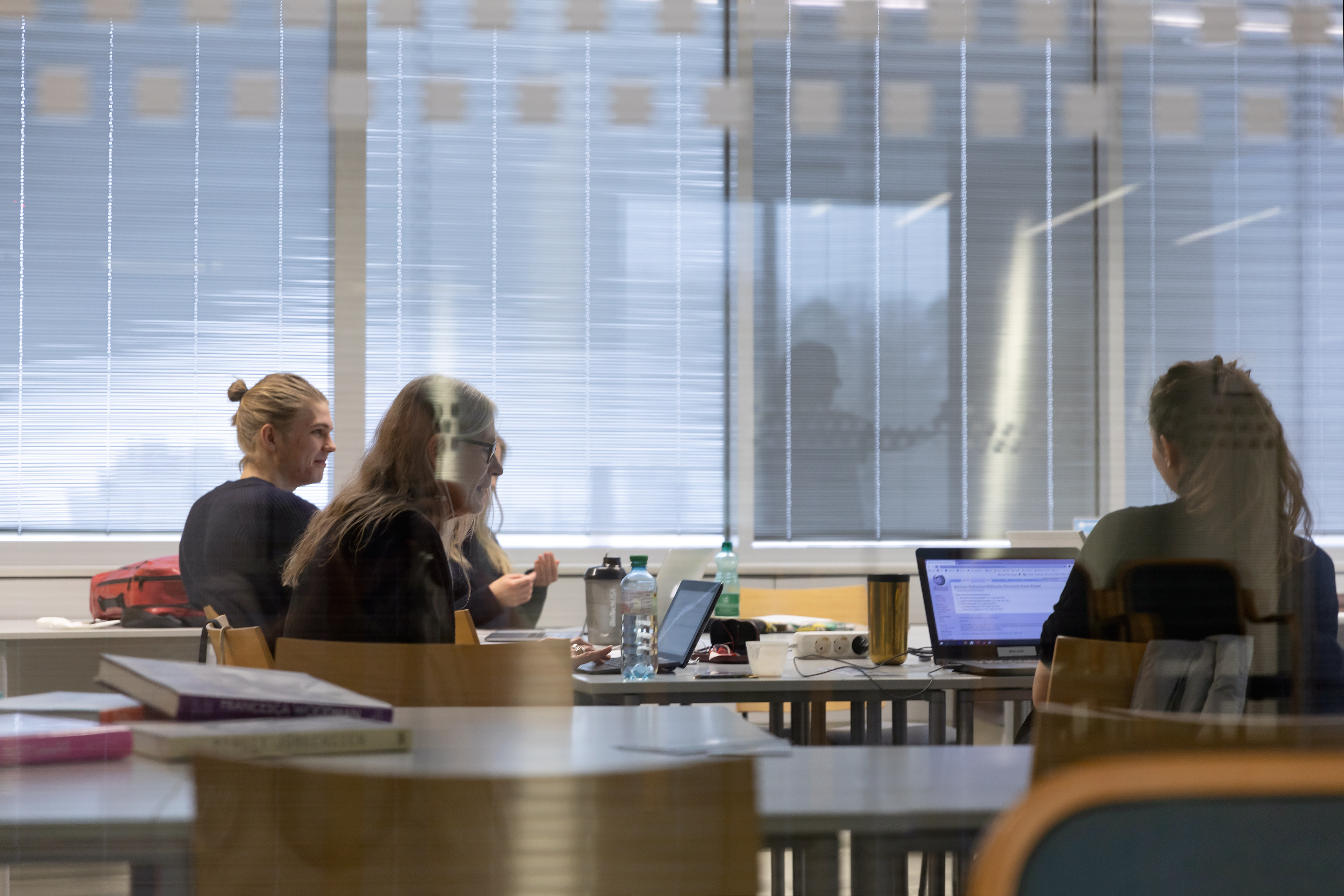
Im Wissensturm.

Die Volkshochschule (VHS) Linz wurde 1947 mit dem Auftrag gegründet, einen Beitrag zur Überwindung des nationalsozialistischen Gedankengutes zu leisten. In einer Zeit großer Not hat die Stadt Linz somit kommunale Verantwortung für den Bereich Erwachsenenbildung übernommen. Von Beginn an bemühte sich die VHS aber auch darum, Bildungsangebote für die bessere Bewältigung des Alltags, für die Erweiterung des persönlichen Horizonts und die Entwicklung von Kreativität zu machen. Diese inhaltliche Vielfalt ist mit der Zeit ebenso gewachsen wie der allgemeine Zuspruch der Bevölkerung. In ca. 2.100 Kursen werden die Voraussetzungen für Lernen, Begegnung und persönliche Entfaltung geschaffen. Etwa 24.500 Kursteilnehmern nutzen dieses Angebot jährlich. Die Kurse finden auch dezentral statt, auf 100 Kursorten verteilt über das gesamte Stadtgebiet von Linz. Rund 300 Vorträge werden jährlich von etwa 12.000 Vortragsbesuchern besucht. Die VHS Linz ist damit die größte österreichische Volkshochschule.

## Stadtbibliothek Linz
Mit jährlich mehr als 1 Million Entlehnungen in der Hauptbibliothek mit angeschlossener Mediathek sowie in den 10 Zweigstellen ist die Stadtbibliothek die größte öffentliche Bibliothek Oberösterreichs. Im Jahr 2009 befinden sich rund 220.000 Medien im Bestand, davon rund 60.000 audiovisuelle Medien (auch DVDs), 370 Zeitschriften, rund 11.000 Noten und rund 4000 Spiele. In allen Zweigstellen befindet sich ein öffentlicher Internetzugang, in den meisten stehen auch PCs zum Surfen zur Verfügung.
Ein Schwerpunkt der Stadtbibliothek ist die Leseförderung. Das Angebot reicht von Klassenführungen, gratis Klassenlesestoff und themenbezogenen Medienkisten für Linzer Pflichtschulen über Lesungen bis zu den Kinder- und Jugendbuchtagen im Neuen Rathaus. Weiters finden regelmäßig Kreativwettbewerbe, Bücher-Flohmarkt mit Lesefest, Spieletage, Kindertheater etc. statt. An elf Standorten werden auch Bürgerserviceleistungen, wie z. B. Aktivpass der Stadt Linz, Bewohnerparkkarten, VHS-Kursanmeldungen, Meldewesen, Fund- und Verlustmeldungen angeboten.

## LeWis
Das LeWis (Lernzentrum im Wissensturm) ist ein Selbstlernzentrum. Die zentralen Angebote sind Lernmaterialien (z. B. Sprachsoftware), Multimedia- und Computerarbeitsplätze sowie Beratung zu den Themen Grundbildung, Sprachenerwerb und EDV.